# 伊奈久比神社
伊奈久比神社（いなくひじんじゃ）は、長崎県対馬市上対馬町にある神社。『延喜式神名帳』に記された式内社。

## 概要
上古の時代、八幡神を伊豆山（現・海神神社）に祀る時に、白鶴が稲穂を咥え来て、その稲穂を沢の辺に落としたところ、たち まち大歳神となった。その霊を祀り、稲作神となし、田を開いて落穂を植え、神饌を得てこれを祀ったという。これが伊奈久比神社と対馬での稲作の始めであり、伊奈の地名は稲に由来するとされる。稲を落した所は穂流川という。